# Alfredo Di Stéfano
Alfredo Stéfano Di Stéfano Laulhé, född den 4 juli 1926 i Barracas i Buenos Aires, död den 7 juli 2014 i Madrid, var en argentinsk-spansk fotbollsspelare (anfallare), ansedd som en av de vassaste målskyttarna och bästa fotbollsspelarna genom tiderna och av legendaren Pelé utpekad som den bästa spelaren någonsin.

## Karriär

### En omtalad center

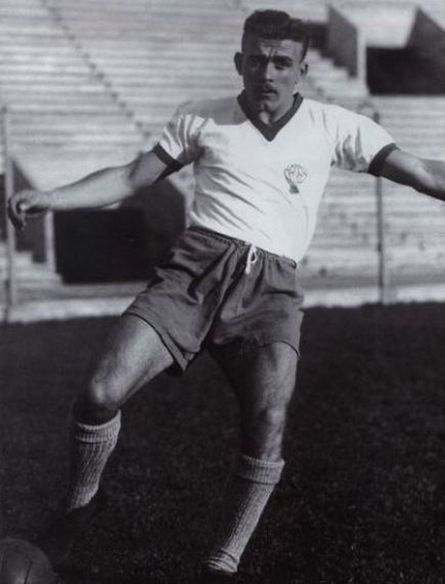
Di Stefano i Huracan 1946

Di Stéfano, vars far var andra generationens invandrare från Italien och hans mor hade irländskt ursprung, var en fruktad center och en i stort komplett spelare som behärskade det mesta även om han kanske mest var känd som målskytt. I dagens fotboll menar många att han hade varit lika bra både som center och/eller offensiv mittfältare och några hävdar till och med att Di Stéfano är den bäste fotbollsspelaren genom tiderna. Både Pelé och Diego Maradona, två av de största spelarna någonsin, har båda pekat ut Di Stéfano som den bäste och den senare ska om sin landsman ha sagt:
"Jag vet inte om jag var en bättre spelare än Pelé, men Di Stéfano var definitivt bättre än Pelé...".

### Debut i argentinska ligan
Di Stéfano började sin karriär i River Plate endast 17 år gammal, år 1943. Här blev han mästare två gånger innan han 1946 blev utlånad till Club Atlético Huracán bara för att året senare vara tillbaka i River Plate. På grund av en fotbollsspelarstrejk i Argentina år 1949 hamnade han i Colombia och klubben Millonarios där han snart kunde kalla sig colombiansk ligamästare fyra gånger. 

### Omtvistad övergång och proffs
Europas storklubbar fick nu på allvar upp ögonen för "den blonda pilen" och efter en mycket komplicerad historia skrev han 1953 på för Real Madrid. Enligt flera oppositionella källor och dessutom även Reals eviga ärkerival FC Barcelona hade Franco-regeringen hjälpt Real att "stjäla" Di Stéfano och relationen mellan de två storklubbarna blev inte bättre när nyförvärvet sedan i sin första match mot "Barca" gjorde 4 mål.
I Real Madrid blev den målfarlige argentinaren en integrerad del av ett av de mest framgångsrika fotbollslagen genom tiderna. Han flyttade till Espanyol 1964 och spelade där fram till att han slutade i ålder av 40.
Med Real Madrid vann Di Stéfano allt med ett klubblag kan vinna; med fem raka segrar i Europacupen (föregångaren till Uefa Champions League) 1956-60 som ett svårslaget rekord. Höjdpunkten blev 7-3-segern över Eintracht Frankfurt i 1960 års Europacupfinal på Hampden Park i Skottland inför 135 000 åskådare. Kanske var detta lag det bästa klubblaget genom tiderna, så menar en del fotbollsexperter. Man hade vid tiden, och knappast heller efter det, i alla fall inte sett maken till ett lika dominant lag på en så hög nivå där Di Stéfano tillsammans med ungraren Ferenc Puskás var den stora stjärnan och målskytten. Di Stéfano vann under denna period följdriktigt också Guldbollen, som Årets spelare i Europa, 1957 och 1959.

### Fruktat radarpar i Europas bästa lag

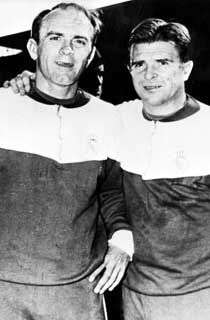
Di Stefano (vänster) tillsammans med Puskás i Real Madrid.

Di Stéfano och radarpartnern Ferenc Puskás bildade i Real Europas mest fruktade anfallspar där argentinaren gjorde 216 ligamål på 282 matcher och var målskytt i samtliga fem finalsegrar i Europacupen. I den klassiska matchen i Europacupfinalen 1960 (7-3 mot Eintracht Frankfurt) gjorde Di Stéfano tre mål. Totalt gjorde han 49 mål på 58 matcher i Europacupen vilket var en rekordnotering fram till början av 2000-talet - och skulle ha varit än mer långlivat om antalet Europacupmatcher inte ökat dramatiskt i och med införandet av Champions League. Di Stéfano flyttade 1964 till Espanyol och stannade där till han avslutade karriären, 40 år gammal, efter 5 skytteligatitlar i Spanska ligan. Enligt officiell statistik gjorde han totalt över 800 mål på 1100 matcher. 

### Inte i VM
Paradoxalt nog fick Di Stéfano aldrig spela en VM-match; detta beroende på att antal oturliga detaljer. VM-slutspelen 1950 och 1954 beslutade Argentina helt enkelt att man skulle utebli ifrån. När Di Stéfano sedan flyttade till Europa för att spela klubbfotboll blev han genast "svartlistad" av Argentinas fotbollsförbund och fick aldrig mer spela för sitt hemland. Ett spanskt medborgarskap 1956 gav honom dock chansen till ett VM-slutspel trots allt. Han kom till spel i fyra kvalmatcher för Spanien men laget misslyckades trots det att kvalificera sig för VM i Sverige 1958. Di Stéfanos sista chans att delta i VM var 1962, när Spanien äntligen kvalificerat sig, men olyckligt nog skadade han sig strax innan turneringen och missade sedan hela VM-turneringen.

## Tränarkarriär
Efter pensioneringen som spelare tog Di Stéfano klivet över till tränarsysslan. Efter ett prövoår i spanska klubben Elche CF flyttade han tillbaka till sitt födelseland och vägledde här Boca Juniors till ligatiteln. Under de följande 25 åren verkade han sedan som tränare i ett antal klubbar i Spanien; detta varvat med några kortare perioder i sitt gamla hemland Argentina och ett inhopp i portugisiska Sporting Lissabon. Di Stéfano lyckades tämligen väl i Valencia CF, under sammanlagt tre perioder, med segrar både i La Liga och den europeiska Cupvinnarcupen. När han väl, år 1982, åtagit sig tränaruppgiften i sitt kära Real Madrid blev det tvärstopp - med den spanska storklubbens mått mätt. Säsongen 1982/83 slutade man tvåa i La Liga och besegrades i finalerna av såväl Spanska Supercupen som Ligacupen, Copa del Rey och europeiska Cupvinnarcupen. Av fem möjliga troféer samlade Di Stéfano och hans mannar ihop 5 andraplatser.
1984 fick han efter ännu en andraplats i ligan lämna klubben utan att, trots många chanser, ha vunnit en enda titel under två år. Efter ett år i Boca Juniors var den gamle skyttekungen 1986 tillbaka i Spanien och Valencia. Här lyckades han genast att från andradivisionen ta laget tillbaka till La Liga. Efter ett par sabbatsår i slutet på 1980-talet togs Di Stéfano tillbaka till Real Madrid där han 1990 fick lyfta sin enda pokal som tränare i klubben; seger i Spanska Supercupen, innan han 1991, 64 år gammal, avslutade sin bana som tränare.

## Efter karriären
I november 2003 utsågs Di Stéfano av det spanska fotbollsförbundet till Spaniens "Golden Player" som landets mest enastående spelare de senaste 50 åren. Sedan år 2000 var Di Stéfano också så kallad "hederspresident" i Real Madrid och som sådan deltog han bland annat i presentationen av en ny spelare. Han var även ordförande för Real Madrids veteranförening.
I december 2005 drabbades Di Stéfano av en hjärtinfarkt men överlevde. Han avled till följd av en hjärtinfarkt den 7 juli 2014, 88 år gammal.

### En legendar tillåts kritisera
Med ojämna mellanrum tillät sig Di Stéfano, som den legendar inom klubben han var, att öppet uttrycka sin mening om både spelare och ledare i klubben. I april 2011, efter ännu en match utan vinst mot rivalen FC Barcelona, kritiserade han i tidningar lagets sätt att spela, med andemeningen att tränaren José Mourinho ställde upp laget för defensivt. Mourinho svarade att han respekterade Di Stéfano och påpekade att den då 84 år gamle legendaren var en av de mest betydelsefulla i Reals historia, men menade att det ändå "är tränaren som bestämmer". Bara några dagar senare, efter att Real verkligen lyckats besegra Barça, nu i Copa del Rey, var tongångarna andra och Mourinho fick nu istället idel lovord från legendar Di Stéfano

## Meriter

### Som spelare

#### I klubblag
River Plate
- Argentinsk mästare 1945, 1947

 Millonarios
- Colombiansk mästare 1949, 1951, 1952, 1953
- Colmbiansk Cupmästare 1953

 Real Madrid
- Europacupmästare 1956, 1957, 1958, 1959, 1960
- Interkontinentalmästare 1960
- Spansk mästare 1954, 1955, 1957, 1958, 1961, 1962, 1963, 1964
- Spansk cupmästare 1962
- Latin Cup 1955, 1957 (En början till Europacup med lag enbart från Italien, Portugal, Spanien och Frankrike)

#### I landslag
Argentina
- 6 matcher (6 mål)
- Sydamerikansk mästare 1947

 Colombia
- 4 matcher (0 mål)

 Spanien
- 31 matcher (23 mål)

#### Individuellt
- Årets spelare i Europa 1957, 1959
- Skyttekung i Argentinska Ligan 1947
- Skyttekung i Colombianska Ligan 1951, 1952
- Skyttekung i Spanska ligan 1954, 1956, 1957, 1958, 1959
- Guldskon som Bäste Målskytt i Europeisk ligafotboll 1958, 1962
- Årets spelare (idrottsman) i Spanien 1957, 1959, 1960, 1964
- Med på FIFA 100, en lista gjord av Pelé

### Som tränare
Boca Juniors
- Primera División de Argentina (1): 1969

 River Plate
- Primera División de Argentina (1): 1981

 Valencia CF
- La Liga (1): 1970/71 (2:a 1971/72)
- Copa del Rey (1), 1971/72, (2:a 1970/71)
- Cupvinnarcupen (1): 1979/80
- Segunda División (Spanska andradivisionen) (1): 1986/87

 Real Madrid
- La Liga (1):, 2:a 1982/83, 1983/84
- Copa del Rey, 2:a 1982/83
- Spanska Ligacupen, 2:a 1982/83
- Cupvinnarcupen, 2:a 1982/83
- Spanska Supercupen (1): 1990 (2:a 1983)